# Karl Herloßsohn
Karl Herloßsohn, vlastním jménem Borromäus Sebastian Georg Karl Reginald Herloß, v českém prostředí známý více jako Karel Herloš (1. září 1802 Praha – 10. prosince 1849 Lipsko) byl německy píšící novinář a spisovatel, pocházející z Prahy a úzce spjatý s českým prostředím tematikou svých historických románů, které byly oblíbené i u českých čtenářů.

## Život
Narodil se v německé rodině v Praze na Malé Straně, otec byl krejčím. Jako rok jeho narození je mnohdy chybně uváděn rok 1804 Po studiu na malostranském gymnáziu studoval na pražské univerzitě filosofii a po krátkém pobytu ve Vídni se vrátil do Prahy. Soukromě studoval práva a pracoval jako vychovatel. V Praze napsal i své první novely, Treue bis in den Tod a Eine Nacht in den Appeninen. V roce 1822 publikoval první verše v Dresdner Abend-Zeitung. V roce 1825 se odstěhoval do Lipska, pravděpodobně kvůli tomu, že v rakouské monarchii byla přísnější cenzura; zde se trvale usadil a věnoval se novinářské a literární činnosti. Byl spolupracovníkem listu Brockhaus’schen Literarischen Conversationsblatt, působil jako překladatel a psal pro různé, hlavně beletristické listy. V roce 1826 publikoval první historický román Die Fünfhundert vom Blanik. V roce 1830 založil časopis Der Komet (Kometa), který patřil ve své době k nejúspěšnějším literárně-kritickým listům. Časopis redigoval 19 let, až do roku 1848. V roce 1839 podnikl cestu po Slezsku a Krkonoších, při níž se zastavil též v Praze (vylíčil ji v díle Wanderungen durch das Riesengebirge und die Grafschaft Glatz). V roce 1848 převzal redakci Spindlerova almanachu Vergiss mein nicht. Připravoval se k návratu do Prahy, ale vážná nemoc mu v tom zabránila. Zemřel chudý, ve špitálu sv. Jakuba v Lipsku. Pohřben je na nedalekém Starém svatojánském hřbtově.

## Dílo
Jednu stránku jeho díla představuje tvorba publicistická a satirická a účast na dílech encyklopedického charakteru. Kromě vlastního časopisu Der Komet (Kometa), který vycházel v letech 1830-1848, publikoval v roce 1832 ve spolupráci s Johannem Peterem Lyserem politicko-satirický almanach Mephistopheles. Parodoval také díla tehdy velmi oblíbeného Heinricha Clarena, pod jehož jménem i zveřejnil dvě vlastní povídky (Emmy, Vielliebchen), čímž se dopustil literárního podvodu. Rozruch vyvolalo dílo Löschpapiere aus dem Tagebuch eines reisenden Teufels, které cenzura zabavila. V letech 1834-1838 vydával společně s vydavatelem časopisu der Lühe Damen Conversations Lexikon (Konverzační slovník pro dámy) o 10 svazcích. V letech 1839-1842 vydal společně s Hermannem Marggraffem a Robertem Blumem sedmisvazkový Allgemeines Theater-Lexikon (Všeobecný divadelní slovník). Herloßsohn napsal také četné básně a písně, z nichž některé byly v 19. století velmi populární a byly dokonce zhudebněny (též Robertem Schumannem),
Z hlediska českého čtenáře je významnější Herloßsohnova tvorba prozaická, a to především historické romány, jejichž děj je zasazen do českého prostředí. Prvním z nich byl Die Fünfhundert vom Blanik (v dalším upraveném vydání jako Die Rosenbergen, v českém překladu jako Páni z Růže) z husitské doby, kde je ještě obraz husitů negativní.V dalších dílech jsou již autorovy sympatie zcela na straně husitů. Historické osobnosti Jan Hus a Jan Žižka jsou protagonisty románu Böhmen von 1414 bis 1424 (Čechy v letech 1414-1424), který se skládá ze dvou oddílů: Johannes Huss a Der blinde Held (Slepý hrdina). Román Der letzte Taborit (Poslední táborita) je příběhem z doby poděbradské. Další romány se odehrávají za třicetileté války, kde autora zaujala postava Albrechta z Valdštejna.
Ačkoli psal výhradně německy, byl Herloßsohn českým vlastencem. Kromě toho, že ve svých historických románech stranil Čechům proti Němcům, věnoval českému národu i část almanachu Mephistopheles: srovnává zde slavnou českou minulost s politováníhodnou současností. Almanach byl v Rakousku zakázán, ale čeští vlastenci, např. Karel Hynek Mácha, ho znali.
V Čechách byly Herloßsohnovy romány vydávány až po jeho smrti, v 50. a 60. letech 19. století, a to paralelně v německém originálu u nakladatele I. L. Kobera a v českém překladu Josefa Bojislava Pichla v nakladatelství Jaroslava Pospíšila. Šlo sice o konvenční romantickou literaturu, ale čtenáři je měli v oblibě pro čtivý jazyk a bohaté dobrodružné a milostné zápletky, odehrávající se v dramatickém období českých dějin. Některé romány byly znovu vydány ještě ve 30. letech 20. století.

### Historické romány
- Die Fünfhundert vom Blanik (Leipzig, 1826) – česky Páni z Růže (1869)
- Der letzte Taborit (Leipzig, 1834) – česky Poslední táborita (1851)
- Böhmen von 1414 bis 1424 (Leipzig, 1841) – česky Čechy od roku 1414-1424 (1850) Národní digitální knihovna, později přel. jako Husité
- Wallensteins erste Liebe (Hannover, 1844) – česky Valdštejnova první láska (1860)
- Die Tochter des Piccolomini. (Altenburg, 1846) – česky Dcera Piccolominiho (1860-1861)
- Die Mörder Wallensteins. (Leipzig, 1847) – česky Valdštejnovi vrazi (1861-1862)
- Der Venetianer – česky Venecián (1854), později přel. jako Benátčan
- Der Ungar – česky Uhry od roku 1444-1460 (1850)

### Další díla
- Vier Farben, das heißt: die deutschen Spielkarten in ihrer symbolischen Bedeutung beschrieben und erklärt von Susanna Rümpler, Kartenschlägerin. Leipzig, 1828.
- Hahn und Henne. Liebesgeschichte zweier Thiere (Leipzig, 1830)
- Mephistopheles : ein politisch-satyrisches Taschenbuch auf das Jahr 1833 (Leipzig, 1832) Národní digitální knihovna
- Kometenstrahlen. Eine Sammlung von Erzählungen, ernsten und humoristischen Aufsätzen (Leipzig, 1833, 1847)
- Allgemeines Theater-Lexikon, oder, Encyklopädie alles Wissenswerthen für Bühnenkünstler, Dilettanten und Theaterfreunde (Leipzig, 1839-1842)
- Zeit und Lebensbilder. Novellen, Humoresken, Ironien und Reflexionen (Leipzig, 1839–1843)
- Wanderungen durch das Riesengebirge und die Grafschaft Glatz (Leipzig, 1840)
- Die Sylvesternacht (Leipzig, 1841)
- Mein Wanderbuch (Leipzig, 1841)
- Buch der Liebe (Leipzig, 1842) - básně
- Fahrten und Abenteuer des M. Gaudelius Enzian (Leipzig, 1842) - román
- Arabella oder Geheimnisse eines Hoftheaters (Leipzig, 1846)
- Buch der Lieder (Leipzig, 1848)